# Scuola di Ballo del Teatro alla Scala
La scuola di ballo del teatro alla Scala o dipartimento di danza dell'Accademia Teatro alla Scala è una delle principali scuole di danza classica del mondo ed è la scuola associata al Corpo di Ballo del Teatro alla Scala.

## Storia
La scuola di ballo fu fondata nel 1813 da Benedetto Ricci, come l'Accademia di ballo del Teatro alla Scala. Dopo la sconfitta di Napoleone, il nome della scuola fu cambiato in Regia imperiale accademia di ballo del teatro alla Scala. A causa della prima guerra mondiale, la scuola fu chiusa nel 1917; in seguito fu riaperta nel 1921 a fianco del neocostituito Ente Autonomo promosso da Toscanini . Nel 1998 la scuola fu trasferita in un nuovo edificio in via Campo Lodigiano, mentre dal 2001 è divenuta dipartimento di danza dell'Accademia Teatro alla Scala.

## Direttori
- Carlo Blasis (1838-1853)
- Caterina Beretta[2][3] (1902-1908)
- Ol'ga Preobraženskaja (1921-)
- Enrico Cecchetti (-1928)
- Cia Fornaroli (1928-1932)
- Ettorina Mazzucchelli (1932-)
- Esmée Bulnes (-1967)
- Elide Bonagiunta (1967-1972)
- John Field (1972-1974)
- Anna Maria Prina (1974-)
- Frederic Olivieri
- Maurizio Vanadia (2017-2020)
- Frederic Olivieri (2020-)